# Potez 29
Potez 29 là một loại máy bay chở khách hai tầng cánh của Pháp trong thập niên 1920, do Avions Henry Potez thiết kế chế tạo. Dù thiết kế là máy bay dân dụng, nhưng một số lượng lớn vẫn được Không quân Pháp sử dụng.

## Biến thể
Potez 29
Potez 29/2
Potez 29/4

## Quốc gia sử dụng

### Dân sự
Pháp -  România
- CIDNA

 România
- LARES

 Kingdom of Yugoslavia
- Aeroput

### Quân sự
Pháp
- Không quân Pháp

 Free French
- Không quân Pháp Tự do

 Anh Quốc
- Không quân Hoàng gia

## Tính năng kỹ chiến thuật (Potez 29)
Đặc điểm tổng quát
- Kíp lái: 2
- Sức chứa: 5
- Chiều dài: 10,68 m (35 ft 0,5 in)
- Sải cánh: 14,5 m (47 ft 7 in)
- Chiều cao: 3,67 m (12 ft 0,5 in)
- Trọng lượng có tải: 2.650 kg (5.842 lb)

 Hiệu suất bay 
- Vận tốc cực đại: 219 km/h (136 mph)
- Vận tốc hành trình: 185 km/h (115 mph)
- Tầm bay: 500 km (311 mi)
- Trần bay: 4.500 m (14.765 ft)